# Adolfo Dumini
Adolfo Dumini, talvolta anglicizzato come Adolfo Duminy (Firenze, 11 maggio 1863 – ...), è stato un pittore e antiquario italiano.

## Biografia
Figlio dell'artista Leopoldo Dumini e allievo di Giuseppe Ciaranfi, svolse la propria attività a Firenze. Specializzato nella pittura di genere e nella rappresentazione degli interni, si occupava inoltre di antichità e di copie di manoscritti illustri. La sua prima opera fu La buona notizia nel 1883; Dipinse per La sala dell'Iliade presso la Galleria Palatina di Palazzo Pitti e Amore e desiderio, opere che vennero poi esposte a Londra nel 1888.
Tra le altre sue opere vi sono Divertimenti infantili, La parca mensa, Agguato di briganti calabresi, La lettera del fidanzato, Fumata dopo il desinare, Il Muezzin, La gelosia, Estati musicale e Il pittore e il mecenate. Emigrò negli Stati Uniti d'America, dove sposò Jessie Wilson, dalla quale ebbe un figlio nel 1896, Amerigo. Con lo scoppio della prima guerra mondiale tornò nella madrepatria.